# Andesdwerguil
De Andesdwerguil (Glaucidium jardinii) is een vogel uit de familie van de uilen. Deze vogel is genoemd naar de Schotse natuuronderzoeker William Jardine.

## Verspreiding en leefgebied
Deze soort komt voor van westelijk Venezuela tot centraal Peru.

## Status
De grootte van de populatie is niet gekwantificeerd, maar de soort wordt als tamelijk algemeen gemeld. Op de Rode lijst van de IUCN heeft deze soort de status niet bedreigd.